# Yasmin al Qadhi
Yasmin al Qadhi est une journaliste yéménite qui sauve des enfants soldats. 

## Biographie
Elle naît vers 1986 et est élevée dans une région rurale. Son père l'encourage à envisager une carrière malgré les critiques dont il fait l'objet pour avoir permis à ses filles de travailler. Elle fréquente une université à Sanaa.
Elle travaille pour des journaux locaux et elle est l'une des premières à s'exprimer sur la « Place du changement » ainsi que l'une des premières femmes journalistes à rendre compte du Printemps arabe, tel qu'il a émergé.
Elle et sa sœur, Entisar al Qadhi, créent la Marib Girl's Foundation, en 2010, mais celle-ci échoue. Elle est relancée, en 2015, lorsqu'éclate la guerre au Yémen et que les sœurs réalisent les besoins. Yasmin perd son neveu de 15 ans, enrôlé dans l'armée. La pression de ses pairs la poussent à postuler dans l'armée et les recruteurs ne la rejettent en raison de son jeune age. 
Elle et sa sœur travaillent avec l'armée yéménite pour réduire le nombre d'enfants soldats. Elles visent à empêcher le recrutement d'enfants et travaillent avec des officiers supérieurs pour obtenir que les enfants soldats recrutés soient libérés.
Elle est l'une des productrices d'un film qui explique les problèmes auxquels sont confrontés les femmes et les enfants, déplacés par la guerre. Elle sait que les femmes sont prêtes à parcourir de longues distances pour aller à l'université. Sa fondation encourage les employeurs à les recruter car ces femmes ne veulent pas être spectatrices de l'avenir du Yémen.
Elle reçoit, le 4 mars 2020, le prix international de la femme de courage, remis par Melania Trump, première dame des États-Unis et Mike Pompeo, secrétaire d'État des États-Unis. Après la remise du prix, elle se rend à San Diego où elle est accueillie, pour une visite de quatre jours, organisée par le San Diego Diplomacy Council.

## Source de la traduction
- (en) Cet article est partiellement ou en totalité issu de l’article de Wikipédia en anglais intitulé « Yasmin al Qadhi » (voir la liste des auteurs).